# Куркурис
Куркурис (італ. Curcuris, сард. Crucuris) — муніципалітет в Італії, у регіоні Сардинія,  провінція Ористано.
Куркурис розташований на відстані близько 390 км на південний захід від Рима, 65 км на північ від Кальярі, 28 км на південний схід від Ористано.
Населення — 307 осіб (2014).

## Демографія
Населення за роками:

Станом на 1 січня 2023 року в муніципалітеті офіційно проживало 10 іноземців з 3 країн, серед них 9 громадян країн Євросоюзу.

## Сусідні муніципалітети
- Алес
- Гоннозно
- Моргонджорі
- Помпу
- Сімала